# Цар Симеоново
Вижте пояснителната страница за други значения на Симеоново.
Ца̀р Симео̀ново е село в Северозападна България. То се намира в община Видин, област Видин.

## География
Селото се намира на брега на река Дунав.

## Население
Преброяване на населението през 2011 г.
Численост и дял на етническите групи според преброяването на населението през 2011 г.:
|                     | Численост | Дял (в %) |
| Общо                | 118       | 100,00    |
| Българи             | 116       | 98,30     |
| Турци               | 0         | 0,00      |
| Цигани              | 0         | 0,00      |
| Други               | 0         | 0,00      |
| Не се самоопределят | 0         | 0,00      |
| Неотговорили        | 1         | 0,84      |

## Религии
- християнство

## Забележителности
- защитена местност „Острови Близнаците“.[3]
- дигите на река Дунав

## Редовни събития
Съборът на селото.